# 王会悟

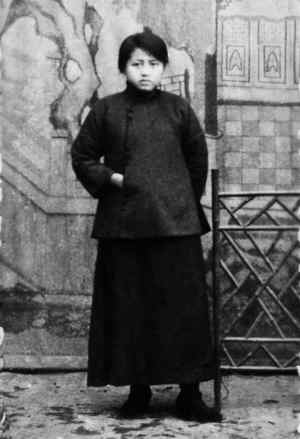
少女时代的王会悟

王会悟（1898年5月20日—1993年10月20日），女，生于浙江桐乡乌镇观后街14号，李达的夫人。

## 生平
王会悟生于浙江桐乡乌镇一个书香人家。父亲王彦臣是清朝秀才，开有私塾，母亲精于刺绣。有2个哥哥2个姐姐。从小没有缠过脚。6岁起，王会悟随父亲读书，同学包括沈雁冰等人，按辈分王会悟是沈雁冰的表姑。茅盾沈家与王家是多代姻亲世交，有王家女嫁给沈家的，也有沈家女嫁给王家的。茅盾的祖父是王会悟父亲的姑妈所生。王会悟的父亲王彦臣开办了镇上有名的书塾，6岁的王会悟与8岁的沈雁冰（沈德鸿）为该书塾同学。约半年之后，沈雁冰转学至“立志书院”，又升学至“植材小学”读高小，但两人课余经常结伴。沈雁冰有空就聊新学堂的新鲜事，或教王会悟一些新课本上的新知识。 
父亲因涉讼蒙冤，发配东北关外，最终客死他乡，时年41岁。从此家中生活靠母亲绣花度日，故孩子的教育也因家道中落受阻。王会悟只得从省立（嘉兴）二中师范科辍学回家。回到乌镇后，王会悟接替父业在家乡教书，沈雁冰向王会悟介绍了方英女士在嘉兴成立第一所女子学校——嘉兴女子师范学校的榜样。王会悟先说服母亲后，向本镇宝阁寺的和尚借了一个殿堂，独自办起了桐乡县第一所女子小学，学生们亲切地称她“小王先生”。其时，这位小王先生只读过一年多的师范，年龄只有十三岁。因受乌镇当地封建保守乡绅和县里不作为官员破坏，王会悟创办的女子学校不得不关门。1913年下半年进入方英校长开办的嘉兴女子师范学校招收16周岁以上的女生，不用交学费，只收书杂费。1914年夏天，以优良的成绩预科毕业，想再读四年正科，但母亲交不出书杂费，只能回乌镇应聘到湖溪小学教书。
1916年，王会悟考入湖州湘郡女校（教会办）学习英语。因家里无法支付昂贵的学费，王会悟以半工半读的方式，一边学习，一边兼做校园清洁工或去牧师住宅教牧师夫人学中文。还有出国留洋进一步深造的想法，因为学校免费保送。但是，学校有规定：必须信教。对于外教人，不会考虑。王会悟看到1918年初出版的第四卷第一号《新青年》改用白话文和新式标点符号后，当即也用白话文给陈独秀写信，表达决心为民主自由而战的豪情。她在忐忑之中终于等来陈独秀的回信，在信中，陈独秀欣喜新文化运动已经深刻影响到了教会学校，勉励王会悟多学多思，做个性解放、人格独立的新时代新女性。1919年的五四运动中，王会悟与同学向校方提出罢课游行要求，但教会学校不允许女生上街。王会悟与毛彦文、朱曦、陈达人等六人被推选筹组学生会，借助湖州学生会力量，于5月8日晚上集会，有人还割破手指，血书“良心”以表决心。次日，湖州地区的浙江省立第三中学、浙江省立第三师范学校和湖郡女校等七所学校的学生在府庙集中，通电声援北京学生的爱国行动。王会悟走在示威游行队伍的前列，手举标语，高喊口号：“废除二十条”“还我青岛”等。 
1919年9月，王会悟在沈雁冰的帮助下，离开学习生活了三年多的湖郡女校去上海。沈雁冰为王会悟介绍担任上海中华女界联合会会长徐宗汉（辛亥革命元老黄兴夫人）的秘书。沈雁冰告诉王会悟，徐会长委托他找一个聪明伶俐、英文很好，有写作和办事能力，有为妇女解放而奋斗决心的新知识女性做秘书。帮徐宗汉整理书桌上的文件时，发现了一本叫《解放与改造》的杂志，里面有篇署名作者李鹤鸣的《女子解放论》文稿引起了她的注意。此文剖析了男性中心社会的由来，揭示了妇女受压迫的根源，喊出了“女子也是人”“男女共有世界”的口号。作者真名就是李达，笔名鹤鸣、鹤。五四运动期间，李达作为留日学生总会代表归国参加学生界活动，同中华女界联合会常有联系。1920年8月，李达抱着“寻找同志干社会革命”的目的，从日本回国，汇入陈独秀、俞秀松等人的建党行列。1920年，王会悟在上海加入社会主义青年团，成为最早加入青年团的成员之一，与李达志同道合。1921年4月在上海法租界环龙路（今南昌路）渔阳里2号的陈独秀家的客厅举行婚礼，只办了一桌酒席，宴请了沈雁冰、沈泽民兄弟以及几名友人。王会悟为补贴家用，在上海蒲柏女子学校任教。婚后不久，移居成都路辅德里625号（今成都北路7弄30号）。
出席中共“一大”的代表分散各地。王会悟通过中华女界联合会会长兼博文女校董事长徐宗汉，就以“北京大学暑期旅行团”名义向位于法租界白尔路389号（今太仓路127号）的博文女校校长黄绍兰租借了3间教室作为中共一大代表的宿舍。中共一大代表除上海代表住在家中，陈公博夫妇住大东旅社外，毛泽东、董必武、何叔衡、陈潭秋、王尽美等都下榻于博文女校。1921年7月23日，中国共产党第一次全国代表大会在上海望志路106号（今兴业路76号）召开。7月30日晚举行的第六次会议开始不久，一个陌生的中年男子从虚掩的后门闯入，正在警惕望风的王会悟立即问他找谁，那人随口报了一个显然臆造的名字，说声“对不起”便匆忙离去。王会悟马上报告了这一可疑情况，正在发言的共产国际代表马林建议会议立即停止，代表们抓紧时间撤离了会场。事实证明，王会悟的报警十分重要。那个神秘男子正是受雇于法租界巡捕房的侦探，仅过十多分钟，法租界巡捕房就开来警车，全副武装的巡捕和士兵包围了房子。代表们因为及时疏散，未受到任何损失。王会悟因曾在嘉兴女子师范学校学习，熟悉嘉兴及南湖，建议“我的家乡嘉兴有个南湖，离火车站很近，湖上有船可以租。如果到南湖租条船，在船上开会，又安全又方便。游南湖的人，比游西湖的人少，容易隐蔽。”获得代表同意。王会悟立即受命了解上海到嘉兴的火车班次，又先行赶往嘉兴安排一切之后，便到车站迎接代表们的到来。在嘉兴租借南湖的游船，则是茅盾的内弟孔另境（当时正在嘉兴中学念书）出力联系的。此后，8月初（通说为8月2日，嘉兴党史研究认为应是8月3日，党史学界尚无定论），大会改到南湖一游船上继续举行，王会悟作为工作人员始终坐在船头放哨，成为南湖游船上大会召开时除了各位代表以外的唯一一名与会人员。为了确保会议安全进行，王会悟作了周到细致的安排。她让船主把船撑到离烟雨楼东南方向二百米左右比较僻静的水域、用篙插住，让代表们围坐在中舱客堂间的八仙桌前安心开会。她自己则坐在船头望风放哨，一旦有别的游船靠近，就哼起嘉兴小调，手指敲着舱门打节拍，提醒代表们注意。为掩人耳目，她还特意准备了一副麻将牌，放在代表们开会的桌上。就连作为午餐预定的酒菜，她也让船主用拖梢小船送至大船。
中共“一大”后，由时任中共中央局宣传主任李达主持，以上海“中华女界联合会”名义创办《妇女声》半月刊。实际主编是王会悟和王剑虹，杂志呼吁妇女享受与男子同样的教育权、选举权、言论自由权、遗产继承权和同工同酬待遇等。它是中国共产党创办的第一份妇女刊物。王会悟在第三期发表的《中国妇女运动新趋向》中提出，要唤起一班有知识的女性加入妇女运动。一方面要提升妇女队伍素养，适应新时代妇运需要；另一方面要让妇女骨干积极行动，尽力去与平民为伍，抓紧创办平民女校。 
1922年7月16日中共二大在上海召开，为安全保障，地点选在李达和王会悟的家——霞飞路以北公共租界的南成都路辅德里625号（现成都北路7弄30号）。因为这里比李汉俊兄李书城寓所（中共“一大”后已被巡捕房严密监视）、比陈独秀家（陈独秀被捕时搜出《新青年》）、比张国焘住处（中国劳动组合书记部支援罢工引起当局注意）都要稳妥安全。辅德里是新建的典型石库门建筑，一排房子差不多同一样式，连墙壁都用青红双色砖相间砌成。会议代表只要进出迅速，外人不易辨别是哪家哪扇门，而且各家还有后门，撤退方便。旁边的小弄小巷四通八达，容易疏散隐藏。会议有分有合，大会集中三次，小组讨论流动分散，在陈独秀主持下，将各组意见汇总，再由大会决议。
1922年，王会悟参与创办上海平民女子学校，并任该校工作部主任。该校为中国共产党领导的首家半工半读学校，不仅为中国共产党培养了不少妇女干部，还作为联络点召开了不少党内会议。1922年11月，李达应毛泽东邀请，带王会悟及女儿去长沙任湖南自修大学学长，主持教务，并且主编《新时代》杂志。王会悟在该校所属补习学校教英文。两人与毛泽东杨开慧同住清水塘一个多月。毛泽东向杨开慧介绍王会悟。并在毛泽东建议下，任该校附属中学部英文教员。
1923年夏为国共合作问题，李达去上海，王会悟因怀第二胎有病也同回上海。李达与陈独秀在国共合作方针问题上发生严重争执。陈大发雷霆，打茶碗，拍桌子，骂李达说：“你违反党的主张，我有权开除你！”李达也倔强地说：“为保住无产者的革命政党，被开除不要紧，原则性决不让步，我也并不重视你这个草莽英雄！”从此李达就不和中央往来了，他也未参加不久召开的中共第三次代表大会。1923年李达仍回湖南工作。虽然他已脱党，但长沙方面的党员仍当他党内同志一样看待，有什么工作仍交他做。1927年底，由于遭到国民党的搜捕，王会悟一家从长沙逃离至上海法租界的一条偏僻弄堂里，同中国共产党失去联系。此后李达、王会悟夫妇继续宣传马克思主义。1929年起，李达任上海暨南大学教授，讲马克思主义哲学、政治经济学，后任社会系主任。
1933年到1937年，李达、王会悟夫妇住在北平，在在宗帽三条买下一四合院，王会悟在中国大学负责教务工作。李达夫妇于1933年以王会悟的笔名“王啸鸥”在上海组建笔耕堂书店，这是一个用来冲出反革命文化“围剿”、对付国民党书报检查的挂名书店，编辑、出版、发行只有李达夫妇两人，自己出钱、自己买纸、自己托人代印，然后署上“笔耕堂书店出版”这个空名，再找人把书转销出去。他们冒着极大的风险，大胆又巧妙地出版了大量马克思主义著作。翻译出版了《政治经济学教程》和《辩证法唯物论教程》，并使因查封昆仑书店而无法印刷出版的一批宣传民主、反对独裁的进步书刊。1937年5月，笔耕堂书店出版了李达的著作《社会学大纲》。王会悟为该书出版做出了贡献，并设法将该书迅即送到延安。毛泽东收到该书后多次阅读并批注，还向延安的哲学研究会和抗日军政大学推荐该书。毛泽东复信李达，称赞李达、王会悟夫妇“你们是真正的人”。1937年8月下旬，王会悟在北京将李达多年保存的书稿装入一只箱子，埋入自家院子的土坑里，独自一人带着三个女儿南下寻夫。途经天津、青岛、徐州、郑州和汉口，最后终于在湖南零陵与丈夫李达团聚。1938年冬，冯玉祥聘请李达赴重庆主持研究室工作，途经贵阳在郊区花溪镇暂住，年仅16岁的长女李心田患结核性脑膜炎，发病一天半就病死了，年仅17岁。“小数点”是父母的宝贝，后来李达将自己唯一的孙女取名为“小典”。弟弟李心天暗下决心，长大学医，让平民百姓摆脱病魔，远离痛苦。1944年，湖南零陵沦陷，李达和王会悟失去了联系。1944年冬，日军侵入黔南，儿子李心天随校去了重庆，王会悟带着二女儿李心怡准备再逃难。危急关头接到了毛泽东的汇款，于是王会悟便带着女儿李心怡在中共组织的帮助下赴重庆，参加当地妇女界进步活动。
1945年，毛泽东去重庆与蒋介石谈判时，王会悟参加了重庆妇女界为欢迎毛泽东举行的大会。会上毛泽东听说王会悟也在时，连忙说：“请她不要走，留在这里。”会后，王会悟被毛泽东接见，急切地说：“蒋介石是个说话不算数的人，您千万别上他的当。”毛泽东亲切地笑着说：“会悟还是老样子，说话直来直去，请放心吧。”两人长谈了几个小时。1946年春，王会悟从重庆回到乌镇老家，养病的同时办了两件事：一是成立“新乌青社”。发动以教育界进步青年为主的60余人参加，组织上街宣讲和文艺演出，出刊《新乌青》杂志6期，针砭时弊，力推民主。后因触犯国民党地方政府，被扣上“散布反动言论”，勒令停刊。二是组建“青镇妇联”。活动地点在观前街修真观西侧的萧家厅老房子里，王会悟经常介绍海外和沪上的时事新闻，教育女青年开启思路、向往进步、融入社会。在修真观广场集会庆祝“三八”妇女节，号召妇女解放思想，从灶台走向社会，力争男女平权，《桐乡民报》曾出专栏报道。1948年5月《桐乡民报》副刊《青镇妇女》，由青镇妇女会编，5月16日是“母亲节特刊”，王会悟署名“一个母亲”，用向女儿倾诉的散文诗《哭点儿》，表达失去17岁女儿的痛惜，对不义战争的痛恨，及抗战胜利回到家乡的心情。1949年8月，湖南和平解放后，儿子李心天来到北平，全家团聚。
中华人民共和国成立后，李达被任命为政务院文化教育委员会委员和政务院法制委员会委员兼副主任。王会悟则在中央人民政府法制委员会工作，居住在北京北河沿中央人民政府法制委员会大院。毛泽东想将李达留在北京任职，但李达因为喜欢教学研究而婉言谢绝。由于李达坚持要求回湖南继续从事教育工作，1949年12月，李达被任命为湖南大学校长。1950年2月，李达赴任湖南大学校长，后调任武汉大学校长，并兼中国哲学会会长。王会悟则同子女一起留在北京。后来王会悟所在的法制委员会被精简撤销。她虽刚五十出头，因身体状况不佳，提前离岗退养。为减轻政府负担，她退休时也上交了公房，同一双儿女搬回曾被敌伪占据过的宗帽三条的原先自家旧房。1991年落实政策，改善生活和居住条件，从北京市和平里14区14幢迁居建国门外的灵通观国务院宿舍。
1991年浙江省庆祝建党70周年暨嘉兴南湖革命纪念馆落成典礼前，王会悟建议用这个机会邀请中央常委级领导到场（后来时任中共中央政治局常委宋平到会），建议纪念馆布展时中共“一大”代表排列与中国革命历史博物馆保持一致，建议利用兴建纪念馆的机会申报全国重点文保单位，还建议进一步明确中共“一大”代表从嘉兴火车站步行到南湖上船开会的足迹路线等。
90年代初，嘉兴由于资金严重短缺，在全市范围开展“我为南湖增光辉”集资360万元兴建南湖革命纪念馆活动，捐出100元寄到嘉兴。
1993年10月20日，王会悟在北京病逝，享年96岁。

## 家庭
- 丈夫李达
- 长女李心田（1922-1938）：出生时，李达刚随毛泽东从衡阳指导工作归来。王会悟让李达给女儿取个名字，李达说，我是共产党员，你是共青团员，我俩和孩子都要同人民群众并肩战斗、同甘共苦，心里装着大众生死，女儿就叫“心田”吧！又因为女儿在相爱的两个大人之间，小名可称“小数点”或“点儿”吧！小数点后面的数字能无限延伸，代表我们为民族人民的事业奋斗不止。1938年5月16日出版的《桐乡民报》头版“青镇妇女·母亲节特刊”时，发表了王会悟署名“一个母亲”写作的散文长诗《哭点儿》。
- 儿子李心天：中科院心理研究所工作
- 次女李心怡